# Système triadan modifié

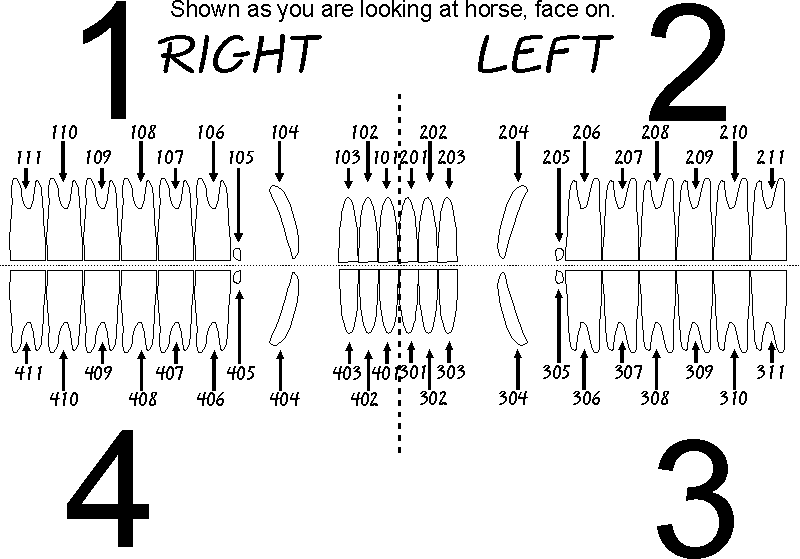
Nomenclature du système de Triadan chez le cheval

Le système triadan modifié, ou système de Triadan, est une méthode de nomenclature dentaire (en) au sein de laquelle chaque dent est numérotée. Il s'agit d'un système qui permet de comparer différentes espèces animales et utilisé dans le monde entier par les vétérinaires.

## Description
Chaque dent dispose d'un numéro d'identification unique, commun à toutes les espèces, composé de trois chiffres.
Le premier chiffre de l'identifiant de chaque dent correspond à l'un des quatre quadrants de la mâchoire :
- quadrant 1 : mâchoire supérieure droite
- quadrant 2 : mâchoire supérieure gauche
- quadrant 3 : mâchoire inférieure gauche
- quadrant 4 : mâchoire inférieure droite.

Les deux derniers chiffres désignent la position de la dent sur le quadrant, à partir du centre rostral de la mâchoire. La dent 04 désigne systématiquement une canine et la 09 la première molaire, une dent absente chez une espèce comptant tout de même. Ainsi, la dent 101 désigne la première incisive du quadrant supérieur droit, et la 404 la canine de la partie inférieure droite de la mâchoire.
Les quadrants des dents déciduales (dents de lait) sont numérotés de 5 à 9.
Le système Triadan modifié diffère du système Triadan classique par le fait que deux chiffres désignent la dent sur un quadrant, au lieu d'un seul dans la système Triadan normal